# Justiprecio
El justiprecio o justo precio constituye una indemnización por la pérdida de los bienes y derechos expropiados, y es un elemento esencial de la expropiación, que diferencia esta de la confiscación, en la que hay pérdida de la propiedad del particular pero no existe indemnización.
No debe confundirse con el precio justo, que es un concepto de filosofía económica, ni con El Precio Justo, que es una franquicia de concursos televisivos.

## Alcance
El justiprecio debe suponer una compensación íntegra por la pérdida patrimonial que el expropiado experimenta. Debe contener un valor suficiente como para sustituir lo expropiado acorde al valor real, que, en principio, es el de mercado. No obstante, la legislación urbanística establece unos valores objetivos, en atención a ciertas pautas, que suelen alcanzar resultados inferiores al mercado. El momento al que se atiende para calcular el valor de sustitución debe ser la fecha en que se produzca la iniciación del expediente de justiprecio, y a partir de ese momento, no se valoran las mejoras realizadas por el expropiado, a menos que sean imprescindibles para la conservación de la cosa expropiada.
De esta manera, para la formación del justiprecio se debe atender, en primer lugar, a la objetividad de los criterios de valoración, sin incluir el valor sentimental, afectivo, o cualquier otro de naturaleza subjetiva. No obstante, se incluye el llamado "premio de afección" por tal perjuicio, que comprende el 5% del importe total del justiprecio resultante.
En el justiprecio se debe tener en cuenta la sustitución íntegra que repare todo el perjuicio causado con la actividad expropiatoria, no exclusivamente el valor de mercado del derecho expropiado. Así, por ejemplo, la expropiación de un local de negocios incluye no solo el valor del local, sino el perjuicio total que suponga para el expropiado, incluyendo eventuales pérdidas de clientes o de posicionamiento empresarial.
Como regla de cierre, se dice que el justiprecio no debe incluir la plusvalía producida por el propio acto que da lugar a la expropiación. De la misma manera, se entiende que la disminución de valor operada por idénticos motivos también debe ser ignorada en la formación del justiprecio.

## Determinación
En principio, la Administración y el particular a quien se refiera la expropiación pueden convenir el justo precio por mutuo acuerdo. A falta de acuerdo, se debe fijar por el Jurado de Expropiación. Contra dicho acuerdo cabe acudir a la jurisdicción contencioso-administrativa, que puede enjuiciar si el precio fijado por el Jurado fue o no justo, fue o no conforme a Derecho.
El justiprecio consiste por lo general en una suma de dinero pero, por acuerdo entre la Administración y el expropiado, puede abonarse en especie, fundamentalmente a través de la entrega de una finca o un aprovechamiento urbanístico.

## Pago
El pago del justiprecio es completamente necesario conforme al artículo 33.3 de la Constitución, y su abono o consignación es esencial para la transmisión de la propiedad.
Al igual que en la Segunda República Española, el requisito de pago previo del justiprecio no se ha elevado a rango constitucional. De esta manera, se admiten el procedimiento de urgencia en la expropiación en España, en el que la determinación y pago del justiprecio es posterior a la ocupación.